# Kenneth Shelley
Kenneth Gene Shelley (* 4. Oktober 1951 in Downey, Kalifornien) ist ein ehemaliger US-amerikanischer Eiskunstläufer, der im Einzellauf und im Paarlauf startete.
Als Einzelläufer wurde er 1972 US-amerikanischer Meister. Im gleichen Jahr erreichte er nach zwei achten Plätzen bei Weltmeisterschaften mit dem siebten Platz sein bestes Ergebnis und feierte bei den Olympischen Spielen in Sapporo mit dem vierten Platz seinen größten Erfolg als Einzelläufer.
Als Paarläufer an der Seite von JoJo Starbuck wurde er bei den Olympischen Spielen in Sapporo ebenfalls Vierter. Bei den Weltmeisterschaften 1971 und 1972 gewannen die dreifachen US-Meister jeweils Bronze hinter den beiden sowjetischen Paaren Irina Rodnina und Alexei Ulanow sowie Ljudmila Smirnowa und Andrei Suraikin. Shelley und Starbuck waren bereits bei den Olympischen Spielen 1968 angetreten und damit die jüngsten Athleten, die die USA jemals zu Olympischen Spielen geschickt hatten.
Schon 1959 liefen die beiden zum ersten Mal miteinander in einer Show. 1961 begannen sie bei Trainer John Nicks professionell zu trainieren.
Im Sommer 1969 erlitt Shelley Verletzungen, als er bei einer Feier durch eine Glastür stürzte. Nach der anschließenden Operation musste er fünf Wochen lang Gips tragen. Nach Beendigung ihrer Karriere tourten Shelley und Starbuck mit der Eisrevue Ice Capades.

## Ergebnisse

### Einzellauf
| Wettbewerb / Jahr                | 1970 | 1971 | 1972 |
| -------------------------------- | ---- | ---- | ---- |
| Olympische Winterspiele          |      |      | 4.   |
| Weltmeisterschaften              | 8.   | 8.   | 7.   |
| US-amerikanische Meisterschaften | 3.   | 2.   | 1.   |

### Paarlauf
(mit JoJo Starbuck)
| Wettbewerb / Jahr                | 1968 | 1969 | 1970 | 1971 | 1972 |
| -------------------------------- | ---- | ---- | ---- | ---- | ---- |
| Olympische Winterspiele          | 13.  |      |      |      | 4.   |
| Weltmeisterschaften              | 11.  | 6.   | 5.   | 3.   | 3.   |
| US-amerikanische Meisterschaften | 3.   | 2.   | 1.   | 1.   | 1.   |